# Match Play
Match Play é um curta-metragem de comédia de 1930 dirigido por Mack Sennett. O filme tem uma duração de vinte minutos e foi lançado nos Estados Unidos em 16 de março daquele mesmo ano. A história segue dois golfistas profissionais que desafiam Andy e Marjorie para um jogo. O elenco inclui Walter Hagen, Leo Diegel e Andy Clyde.

## Elenco
- Walter Hagen
- Leo Diegel
- Andy Clyde
- Marjorie Beebe
- Bud Jamison
- William Searby
- Kathryn Stanley